# Eucla Basin
Eucla Basin är en sänka i Australien. Den ligger i delstaten Western Australia, omkring 1 100 kilometer öster om delstatshuvudstaden Perth.
Omgivningarna runt Eucla Basin är i huvudsak ett öppet busklandskap. Genomsnittlig årsnederbörd är 377 millimeter. Den regnigaste månaden är juli, med i genomsnitt 60 mm nederbörd, och den torraste är oktober, med 10 mm nederbörd.